# JADES-GS-z13-0
JADES-GS-z13-0 es una galaxia con ruptura de Lyman de alto corrimiento al rojo descubierta por el Telescopio Espacial James Webb (JWST) durante las imágenes NIRCam para el Estudio Extragaláctico Profundo Avanzado JWST (JADES) el 29 de septiembre de 2022. Las observaciones espectroscópicas realizadas por el instrumento NIRSpec de JWST en octubre de 2022 confirmaron el desplazamiento al rojo de la galaxia de z = 13,2 con gran precisión, estableciéndola como la galaxia más antigua y distante confirmada espectroscópicamente conocida a 2023 con una distancia de viaje de la luz (tiempo retrospectivo) de 13,4 mil millones de años. Debido a la expansión del universo, su distancia adecuada actual es de 33,6 mil millones de años luz. 
JADES-GS-z13-0 está ubicado en el campo Great Observatories Origins Deep Survey – South (GOODS-S) en la constelación de Fornax, que incluye el campo ultraprofundo del Hubble.  
Un artículo de abril de 2023 sugiere que JADES-GS-z13-0 no es en realidad una galaxia, sino una estrella oscura con una masa de alrededor de un millón de veces la del Sol. 

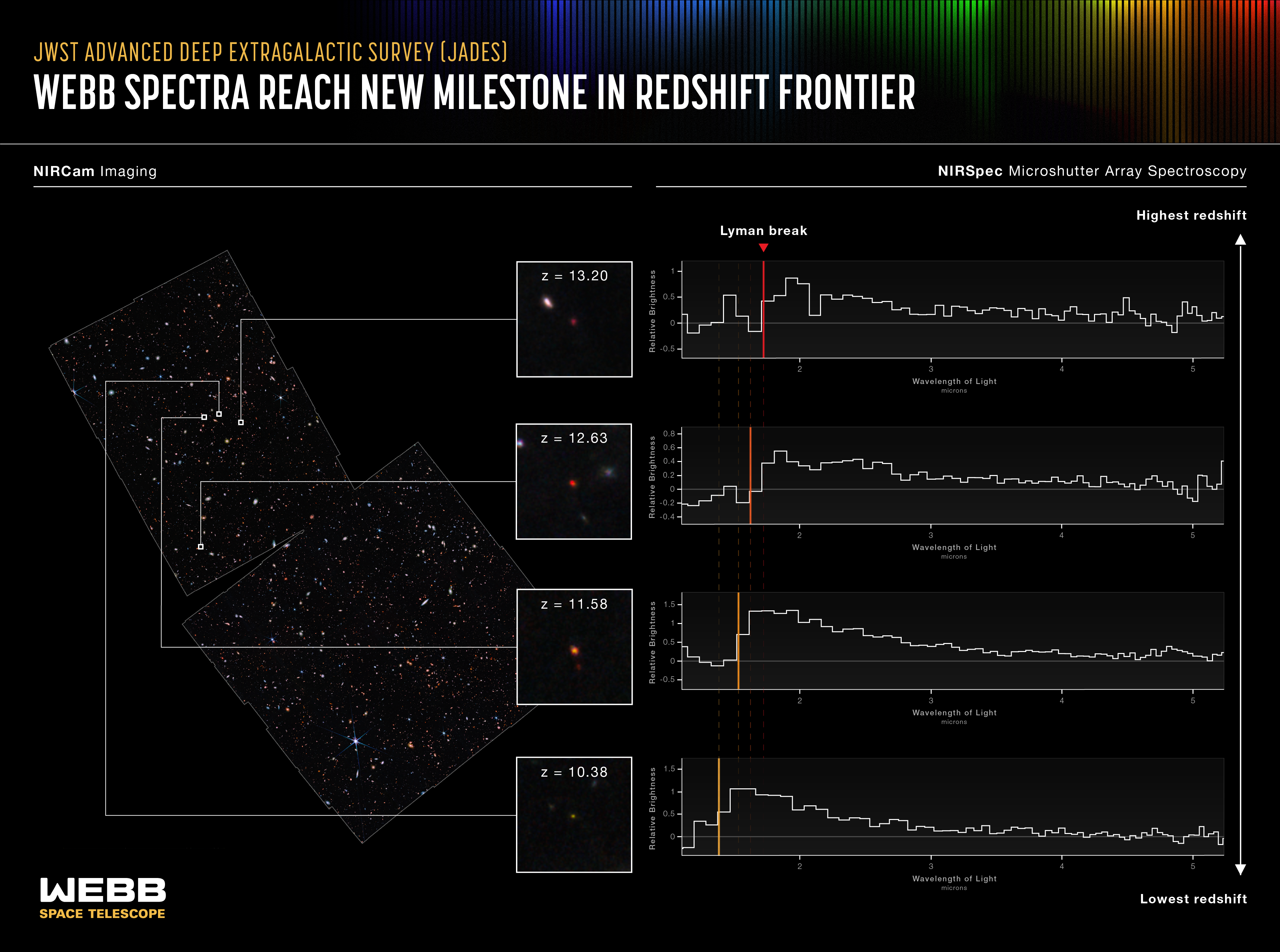
Espectros NIRSpec del telescopio espacial James Webb de cuatro galaxias de alto corrimiento al rojo, incluida JADES-GS-z13-0